# Schwarzerden (Freisen)
Schwarzerden ist ein Ortsteil (Gemeindebezirk) der Gemeinde Freisen im Landkreis St. Wendel im Saarland an der Grenze zu Rheinland-Pfalz. Bis Ende 1973 war Schwarzerden eine eigenständige Gemeinde.

## Geographie
Der Bau der Eisenbahnlinie durch das Ostertal (Ostertalbahn), die bei dem Ort Schwarzerden in die Westrichbahn mündete, hat wohl mit dazu beigetragen, dass das Dorf an der Grenze zu Rheinland-Pfalz oft noch als Teil des Ostertals angesehen wird. Dem ist aber nicht so. Schwarzerden wird durch einen Querriegel aus konglomeratischen Sandsteinbänken der sogenannten Tholey-Schichten (Rotliegend) vom Tal der Oster getrennt. Dieser Höhenrücken ist gleichzeitig Wasserscheide und sorgt dafür, dass das auf Schwarzerdener Seite abfließende Wasser dem Glan zugeführt wird und damit Schwarzerden geographisch dem Glantal zuzurechnen ist.

## Geschichte
Erste urkundliche Erwähnung fand der Ort 1367. Die Ortschaft war Lehen des Grafen Heinrich von Veldenz.
Im 2. Jahrhundert n. Chr. errichteten römische Soldaten hier an der Straße von Metz nach Mainz eine kleine Garnison. Neben Legionären ließen sich auch Kaufleute und Handwerker hier nieder. Das römische Schwarzerden dürfte in seiner Ausdehnung etwa der Ortslage der 1950er Jahre entsprochen haben. Im Jahre 1949 wurden beim Bau der Zollhäuser u. a. auch die Fundamente eines römischen Wohnhauses mit Unterbodenheizung (Hypokaustum) gefunden.
Im Rahmen der saarländischen Gebiets- und Verwaltungsreform wurde die bis dahin eigenständige Gemeinde Schwarzerden am 1. Januar 1974 der damals neu gebildeten Gemeinde Freisen zugeordnet.

## Politik

### Ortsvorsteher
- Ernst Später (SPD) (1997 bis 2024)
- Anette Euler (SPD) (seit 2024)

### Ortsrat
- 9 Sitze: (seit den Kommunalwahlen im Saarland 2024: 4 SPD, 4 CDU, 1 FWG)

## Wirtschaft und Infrastruktur

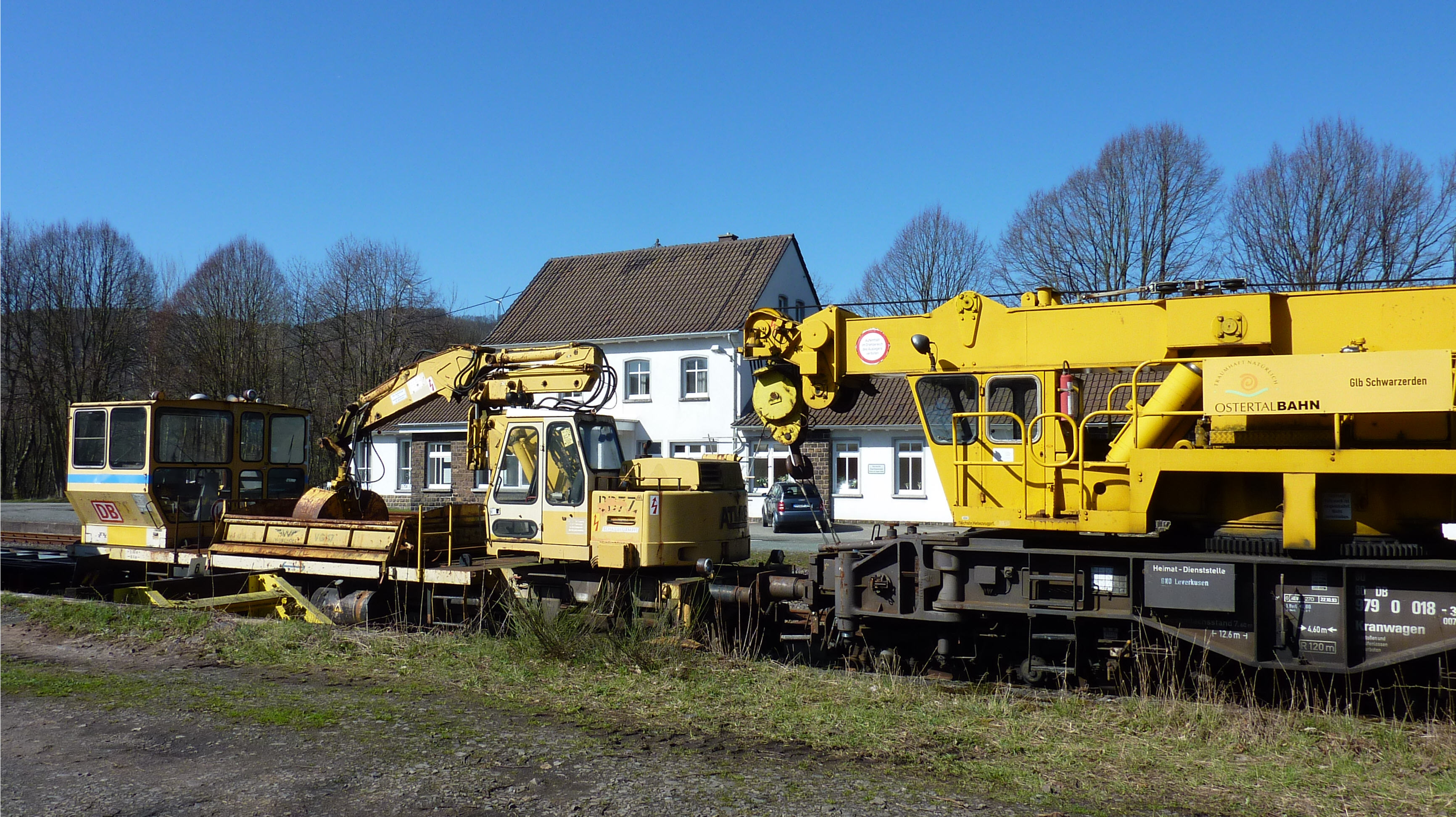
Am Bahnhof Schwarzerden

Größter Arbeitgeber der Gemeinde Schwarzerden ist die KNDS Deutschland Maintenance GmbH mit über 600 Mitarbeitern. 1963 als Auto Union Saar GmbH gegründet gehört der Standort heute zu KNDS und wartet gepanzerte Fahrzeuge für die Bundeswehr sowie NATO-Partner. Das Areal wurde teilweise auf der ehemaligen Bahntrasse der Westrichbahn Schwarzerden - Kusel errichtet. In dem dem Werksgelände unmittelbar benachbarten Bahnhof Schwarzerden beginnt die Ostertalbahn. Im Werksgelände selbst hält die Firma noch einen Gleisanschluss mit drei Gleisen vor.

## Jugendzentrum Schwarzerden
Das Jugendzentrum Schwarzerden nutzt ein ehemaliges Eisenbahnergebäude aus den 1930er-Jahren. Dieses Bauwerk wurde in den 1960ern als Lehrwerkstatt für die Industriewerke Saar GmbH genutzt und 1996 als „Alte Lehrwerkstatt“ zum Jugendtreff umfunktioniert. In der Zeit von Mai bis August 2007 wurde der Jugendtreff umfassend renoviert.
2013 wurde das Jugendzentrum geschlossen und das Gebäude wird seitdem von der Ostertalbahn genutzt. 

## Mithräum Schwarzerden

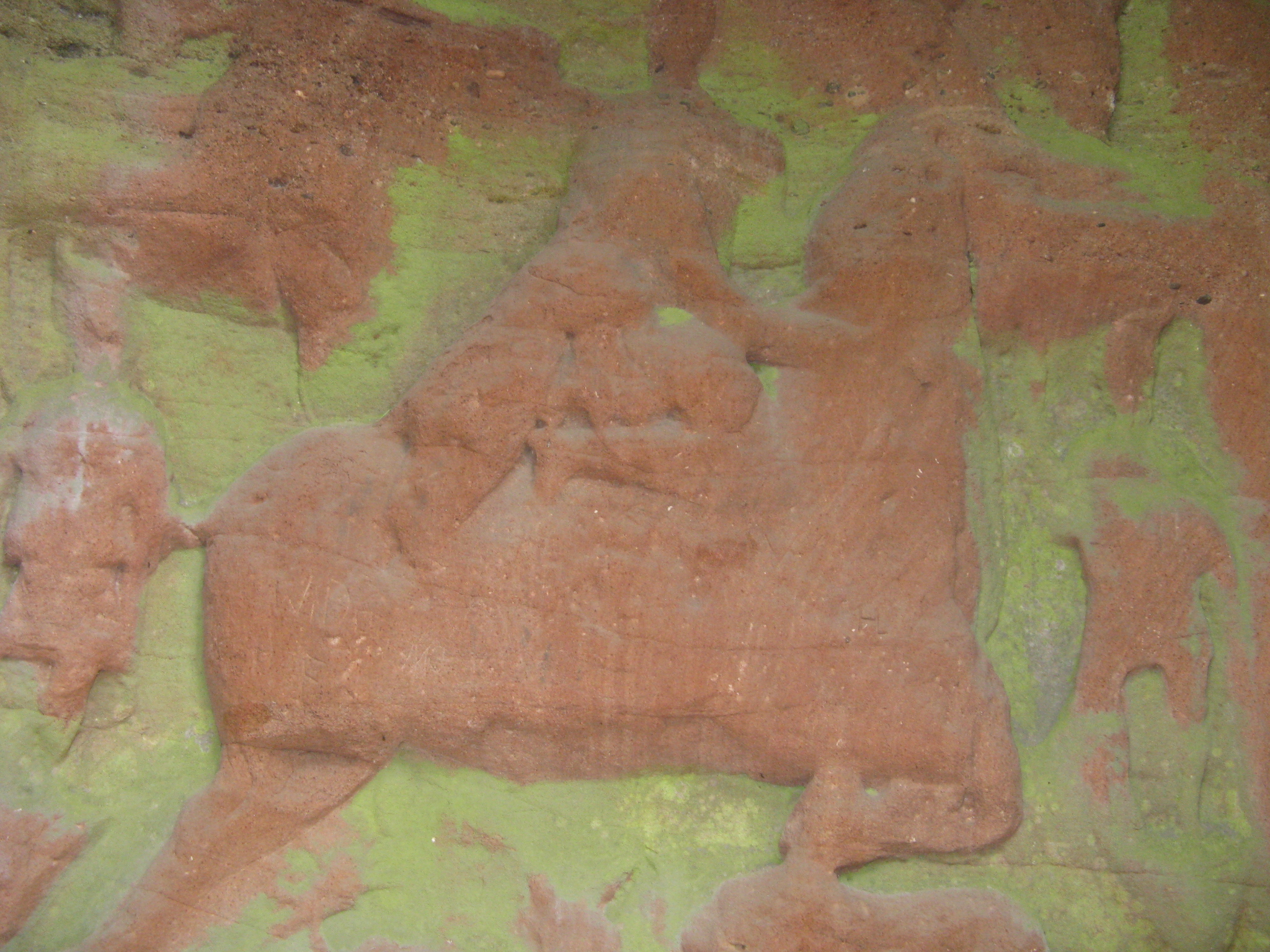
Relikt Mithras-Relief

An der Nordseite der früheren römischen Siedlung, auf heutiger Reichweiler Gemarkung, wurde im 3. Jh. n. Chr. eine Tempelanlage (Mithräum) errichtet, ein dem Sonnen- und Lichtgott Mithras geweihtes Heiligtum. Von der ursprünglichen Anlage ist nur noch das Felsbildnis erhalten. Der rote Sandsteinfelsen bildete die Rückwand des Tempels. Noch gut sichtbar sind die rechteckigen Öffnungen der Balkenauflagen. Im vorigen Jahrhundert wurde zum Schutz des Felsreliefs ein Vorbau mit Schutzgitter errichtet.
Nur noch rudimentär erkennbar auf dem stark beschädigten Relief ist das zentrale Mithras-Motiv der Stiertötung (Tauroktonie), flankiert von den Fackelträgern Cautes mit der Fackel nach oben und Cautopates mit der Fackel nach unten (Sonnenauf- und -untergang symbolisierend). Gekreuzte Fackeln finden sich auch im Wappen von Schwarzerden wieder.
Das Mithräum befindet sich auf rheinland-pfälzischem Gebiet; den Zugang zu ihm bei einem kleinen Weiher sowie die Dokumentationstafeln vor Ort gestaltete jedoch die saarländische Gemeinde Freisen. Es ist zugleich eine Zwischenetappe des Fritz-Wunderlich Rad- und Wanderweges.

## Persönlichkeiten, die mit Schwarzerden verbunden sind
- Walter Zimmer (1898–1975), Politiker der SPD und der SPS, Mitglied der Beratenden Landesversammlung von Rheinland-Pfalz und des Saarländischen Landtags, Bürgermeister von Schwarzerden von 1946 bis 1973